# Ruppenrod
Ruppenrod ist ein kleiner Ortsteil von Isselbach im rheinland-pfälzischen Rhein-Lahn-Kreis. Der Ort hat ca. 60 Einwohner und liegt auf einer Höhe mit dem Ruppenröder Bach (auch Wiesenbach), einem kleinen Nebenbach des Gelbachs.

## Geschichte
Erstmals wurde der Ort 1402 als Rubbinrode in einer Urkunde des Florinstiftes erwähnt und gehörte zum Bann Montabaur. Bis Anfang des 19. Jahrhunderts gehörte Ruppenrod zur Grafschaft Holzappel.
Am 31. Dezember 1972 wurde die bis dahin eigenständige Gemeinde Ruppenrod nach Isselbach eingemeindet.
Die Einwohnerschaft entwickelte sich im 19. und 20. Jahrhundert wie folgt: 1843: 53 Einwohner, 1927: 61 Einwohner, 1964: 56 Einwohner.